# 大阪市営バス長吉営業所
大阪市営バス長吉営業所（おおさかしえいバスながよしえいぎょうしょ）は、大阪府大阪市平野区長吉長原東三丁目にあった、大阪市営バスの営業所である。最寄バス停は2号系統（後述）の「長吉車庫前」（現：長吉長原東三丁目）。また、最寄り駅は大阪市営地下鉄谷町線の八尾南駅。大阪市バス側面および後面窓ガラスに貼られる所属営業所を示すシールの表記は「ナ」である。
主として平野区、東住吉区を通る路線を担当していた。操車は、出戸バスターミナルおよび北巽バスターミナルにて行っていた。
2002年1月27日まではあべの橋発着の路線の一部（操車はあべの北操車場）、2003年春までは上本町六丁目発着の路線（操車は上六操車場）も担当していたが、現在は他営業所（東成営業所、住吉営業所）の担当となっている。
2013年3月31日に港営業所とともに廃止された。末期は大阪運輸振興（現・大阪シティバス）に管理委託されていた。

## 沿革
- 1966年（昭和41年）2月25日 - 開設。
- 2005年（平成17年）4月1日 - 大阪運輸振興へ業務委託。
- 2013年（平成25年）3月31日 - 事業運営の効率性向上のため廃止。

## 運行していた路線（一般路線）
2013年3月31日廃止時点での路線一覧。

### 1号系統
運行区間
- 1：出戸バスターミナル - 平野宮町二丁目 - 杭全（くまた） - あべの橋

概要
- 大阪市南東部にある平野区の出戸バスターミナル（出戸駅）からあべの橋に至る路線である。多くの区間（JR平野駅筋 - あべの橋）で西日本旅客鉄道関西本線（大和路線）と平行している。
- 2002年1月27日の大阪市営バス改編時までは幹線1号系統であった。
- あべの橋 - 地下鉄動物園前停留所間は往路と復路でルートが異なった。2008年3月30日よりフェスティバルゲート1階にあった霞町操車場が使用停止になったのに伴い、地下鉄動物園前停留所は、同施設内降車場および隣接するのりばを廃止。それまで次の停留所であった動物園前（南側）を地下鉄動物園前に改称することで、起終点を移した。
- 幹線1号系統時代のかつては長居営業所（後に住吉営業所阿倍野支所へ移転）・住吉営業所も担当していた。
- 2010年3月28日のダイヤ改正で運転区間が出戸バスターミナル - あべの橋間に短縮となる。
- 2012年4月1日のダイヤ改正よりパターンダイヤが導入され、平日の日中は20分間隔、土曜・休日の日中は15分間隔で運行されている。
- 2013年の営業所廃止に伴い、住吉営業所に移管された。

### 1A・B・C・D号系統
運行区間
- 1A：出戸バスターミナル → 長吉小学校前 → 六反西口 → 長吉六反 → 長吉出戸住宅前 → 中出戸 → 出戸バスターミナル
- 1B：出戸バスターミナル → 西出戸 → 中出戸 → 長吉出戸住宅前 → 長吉六反 → 六反西口 → 長吉小学校前 → 出戸バスターミナル
- 1C：出戸バスターミナル → 長吉小学校前 → 六反西口 → 長吉六反 → クラフトパーク → 長吉出戸住宅前 → 中出戸 → 出戸バスターミナル
- 1D：出戸バスターミナル → 西出戸 → 中出戸 → 長吉出戸住宅前 → クラフトパーク → 長吉六反 → 六反西口 → 長吉小学校前 → 出戸バスターミナル

概要
- 出戸バスターミナルと、長吉六反地区とを結ぶ循環系統である。
- 1A・C号系統が反時計回り、1B・D号系統が時計回りとなっていて、西出戸には1B・D号系統のみ停車する。
- もともとは、支線1甲号系統（現在の1A号系統の前身）と支線1乙号系統（現在の1B号系統の前身）が運行していた。また前身の支線1号系統は開設当初は循環しておらず、長吉城山経由長吉六反までの南半分のみであった。
- 1999年10月1日：大阪市立クラフトパークの開設に伴い、支線1甲A号系統（現在の1C号系統）と支線1乙A号系統（現在の1D号系統）が運行開始。
- 2002年1月27日：支線1甲号系統と支線1乙号系統が長吉小学校前経由に経路変更した上でそれぞれ、1A号系統と1B号系統に系統番号変更。支線1甲A号系統と支線1乙A号系統は経路変更せずそのまま1C号系統と1D号系統に系統番号を変更。
- また早朝に1便だけ、1A号系統出庫系統として1E号系統（六反西口→長吉六反→長吉出戸住宅前→中出戸→出戸バスターミナル）が運行されている。
- 支線1甲乙号系統の時代、上記の現1E号系統及び1F号系統に相当する出庫便（但し、当時は出戸南口経由）の他、入庫便として出戸バスターミナル→中出戸→長吉出戸住宅前→長吉六反→六反西口止めが存在した。
- 2008年3月30日の改正で1ABCD号系統は「長吉六反」 - 「六反南口」間の運行経路を変更し、1B・1D号系統に「六反東公園」停留所が新設される。
- 2012年4月1日の改正により、全便長吉小学校前を経由。出戸南口を経由しなくなる。また1A・1C号系統がダブルストップとなっていた「六反東住宅前」停留所のうち、六反南口寄りの停留所を「長吉六反三丁目」に名称が変更される。出戸バスターミナルの工事のため2012年4月1日から2013年末までの予定で1B・1D号系統の地下鉄出戸（ダイエー長吉店前の側道）は休止となる。
- 2013年の営業所廃止に伴い、住之江営業所に移管された。

ダイヤ・車両
左回りのA・Cと右回りのB・Dはそれぞれ合わせて30分間隔での運行。中型車での運行である。

### 2号系統
運行区間
- 2：長吉車庫前 - 長吉城山 - 出戸バスターミナル

概要
- 長吉車庫を発着する唯一の路線である。入出庫運用も兼ねて早朝から深夜まで運転されており、大型車・中型車の運用の区別はない。
- 2002年1月27日以前は、支線2号系統という系統番号であり、幹線1号系統や幹線23号系統などとの連結運行を行った便も存在した。また過去には幹線2号系統（出戸バスターミナル - 地下鉄喜連瓜破 - 今川二丁目 - 杭全 - あべの橋）も存在したが、1994年の大阪市営バス改編時に特5号系統（現在の5号系統の前身）に変更になった。出戸バスターミナルの工事のため2012年4月1日から2013年末までの予定で出戸バスターミナル行の地下鉄出戸（ダイエー長吉店前の側道）は休止となる。
- 2013年3月31日の営業所の廃止に伴い、4月1日に「長吉車庫前」から「長吉長原東三丁目」に変更された。2号系統は、住之江営業所と住吉営業所に移管された。

### 3号系統
運行区間
- 3：出戸バスターミナル - 喜連東口 - 平野南口 - 地下鉄平野 - 駒川 - 地下鉄西田辺 - 播磨町 - 地下鉄玉出 - 浜口 - 西住之江 - 地下鉄住之江公園

概要
3号系統は、南港通・国道26号線を経由して平野区（谷町線出戸駅）から住之江区（四つ橋線住之江公園駅）を結ぶ路線である。途中、平野・東住吉・阿倍野・住吉・西成の市内５区を横断する長距離系統である。
沿革
以前は幹線3号系統として出戸バスターミナル-地下鉄平野-駒川-播磨町-地下鉄玉出-西住之江（循環）の運行であり、地下鉄住之江公園へは行かなかったが、大和川通の開通により地下鉄住之江公園発着となった。また出戸バスターミナル-西住之江間の運行当時は幹線3A号系統（出戸バスターミナル-地下鉄平野-駒川-地下鉄西田辺）、幹線3B号系統（地下鉄西田辺→播磨町→粉浜→西住之江→播磨町→駒川→出戸バスターミナル）、幹線3C号系統（地下鉄西田辺-播磨町-粉浜-北島二丁目）が存在した。2002年1月27日の大阪市営バス改編後には、3C号系統（出戸バスターミナル→地下鉄平野→駒川→地下鉄西田辺→播磨町）、3D号系統（播磨町-地下鉄玉出-浜口-地下鉄住之江公園）の区間便が存在していた。
- 2013年の営業所廃止に伴い、住之江営業所担当に一本化された。

ダイヤおよび停留所
平日昼間は1時間あたり2本、土曜・休日昼間は1時間あたり1-2本の運行となっている。長吉営業所担当の他、住之江営業所担当も一部存在する。またかつては、住吉営業所や長居営業所→阿倍野支所担当便も存在した。

### 3A・B号系統
運行区間
- 3A：出戸バスターミナル - 地下鉄出戸 - 長原南口 - 長吉高校前 - 長吉川辺二丁目 - 長吉川辺四丁目
- 3B：出戸バスターミナル - 地下鉄出戸 - 長原南口 - 長吉高校前 - 川辺（かわなべ）

概要
3A号系統と3B号系統は出戸バスターミナル - 長吉高校前間は同一路線である。このうち3A号系統は松原市まで路線を延ばす（長吉川辺四丁目自体は大阪市であるが、途中の停留所である恵我小学校が松原市にある）。
沿革
以前は支線3号系統（出戸バスターミナル - 川辺）のみの運行であったが、2000年4月1日に支線3A号系統（出戸バスターミナル - 長吉川辺四丁目）が新設された。2002年1月27日に、支線3A号系統が3A号系統に、支線3号系統が支線3B号系統に系統番号変更となった。
かつては間合い運用で住吉営業所が運用に入る事もあった。また、大型車が使われていた時期があったものの、現在は中型車専用路線となっている。
以前は近鉄バス大堀線（28番）が地下鉄出戸と河内天美駅の間で運行していたため、同路線とも一部並行していた。同線は松原市内のみの運行となったが、3A号系統の恵我小学校前で乗換可能である（ダイヤは接続を考慮していない）。出戸バスターミナルの工事のため2012年4月1日から2013年末までの予定で出戸バスターミナル行の地下鉄出戸（ダイエー長吉店前の側道）は休止となる。
2013年の営業所廃止に伴い、住之江営業所に移管された。
ダイヤおよび停留所
2012年4月1日のダイヤ改正時点で、平日は1時間あたり1本ずつの運行（最終を除き3A号・3B号それぞれ交互に運行）に対し、土曜・休日ダイヤでは1時間に1-2本の運行があるものの3A号が平日よりも間引きされていて3B号が連続して運行する時間帯がある。3A号系統の長吉川辺四丁目は大和川より南側にあり、長吉川辺二丁目からは中環を経由して運行されるが、道路構造や規制によって遠回りを強いられるため経路が複雑になっている。3B号系統の川辺は大和川沿いの堤防上にて転回する（転回のためこの部分の道路が広くなっている）。

### 4号系統
運行区間
- 4：出戸バスターミナル - 地下鉄喜連瓜破 - 湯里六丁目 - 地下鉄長居 - 地下鉄あびこ - 浅香 （あびこ大橋北詰 - 浅香間のループによる循環系統）

概要
- 4号系統、および後述の40号系統は、平野区(谷町線)の出戸バスターミナルから長居公園通（国道479号）を経由して住吉区（御堂筋線長居駅）を結ぶ路線である。
- 4号系統と40号系統の違いは、（以前の地下鉄長居発着の幹線4号系統の時代から比較して）4号系統が地下鉄長居を左折して浅香まで運転しているのに対し、40号系統は地下鉄長居を直進して住吉車庫前まで運転している。
- なお地下鉄長居 - 千躰間には、24号系統が運行している。
- 4号系統の平日の出戸バスターミナル行き始発便は住吉営業所担当便である。
- なお、このルートは大阪市が計画している敷津長吉線とほぼ同一である。

沿革
- 以前は出戸バスターミナル-地下鉄長居間を幹線4号系統として運行していた。1994年のダイヤ改正時に、すべて特4号系統として地下鉄長居-浅香間を延長しての運行を開始した（従来の出戸バスターミナル-地下鉄長居が幹線区間、延長区間の地下鉄長居-浅香が支線区間であった）。
- 1995年3月31日から特66号系統が運行されるため、支線65号系統と連結運行されていた便がすべて幹線4号系統として出戸バスターミナルから地下鉄長居までの運行に変更された。
- 2002年1月27日の大阪市営バス改編時に特4号系統は4号系統に、幹線4号系統は4A号系統になった。
- 2009年3月29日のダイヤ改正で4A号系統が地下鉄長居 - 住吉車庫前間を運転区間延長された。
- 2010年3月28日のダイヤ改正で住吉営業所が4A号系統の担当に加わり、主担当となった(長吉営業所担当便も継続)。
- 2012年4月1日の改正により、4A系統は40号系統に系統変更された。
- 2013年4月1日のダイヤ改正・運行経路変更で、地下鉄長居 - 浅香を取り止め、地下鉄住之江公園 - 出戸バスターミナル間の運行となった(地下鉄長居 - 地下鉄住之江公園間は24系統から変更)。これに伴い、4号系統のみ停車するあびこ中学校前停留所は廃止となった。担当は住之江営業所と住吉営業所。

ダイヤおよび停留所
- 平日、土曜、休日とも、4号・40号合わせて、1時間あたり4本の頻度で運行している。4号と40号の割合はほぼ半々である。

### 9号系統
運行区間
- 9：出戸バスターミナル → 加美南三丁目 → 加美南二丁目 → 加美南南口 → 平野宮町二丁目 → 平野西四丁目 → 平野区役所前 → 平野宮町二丁目 → 加美南二丁目 → 加美南南口 → 加美南三丁目 → 出戸バスターミナル

概要
- この路線は元々、出戸バスターミナルから杭全、百済を経由してあべの橋まで運行されていた。市バス開設当初に設定された路線であり、市バスの路線の中でもっとも古い歴史を持つ系統であった。2002年1月27日以前は幹線9号系統であった。また、かつての幹線9号系統は出戸バスターミナル - 平野宮町二丁目が平野南口経由（当時の幹線1号系統（今の1号系統）と同経路）であったが、2000年4月1日に加美南三丁目経由に変更された。
- 以前は寺田町 - あべの橋間は大道2丁目経由だったが、2008年3月30日からはループ運行になった。
- 以前（平野南口経由時代）は大型車と中型車が混用され、経路変更後当初もこの状態で運行されていたが、後に中型車運用で統一された。
- またかつては、住吉営業所や長居営業所（→住吉営業所阿倍野支所）担当の便も存在していた。
- 2012年4月1日の路線改正に伴い、大幅にルートが変更。杭全・あべの橋方面へは行かず、平野区役所前までの運行となる。また、加美南二丁目・加美南南口を経由するルートとなる。
- 2013年の営業所廃止に伴い、住之江営業所に移管された。住之江移管後は小型車でも運用されている。

### 9A号系統
運行区間
- 9A：JR平野駅 - 平野宮町二丁目 - 加美 - 久宝寺 - 八尾市役所前 - 近鉄八尾駅前

概要
大阪市平野区のJR平野駅と八尾市の近鉄八尾駅を結ぶ。久宝寺緑地の南側を通る。国道25号と大阪府道5号大阪港八尾線が交差する平野東一丁目交叉点（平野東一丁目停留所 - 加美停留所）では渋滞が頻発するため、バスが遅れやすい。なお、八尾市に入る区間でも運賃は200円均一（大人）のままである。2013年4月現在、平日は5往復と少なく、土休日のほうが8往復と便数が多い。
沿革
- 2002年1月27日以前は支線9号系統であった。
- 遡れば、9号系統として地下鉄動物園前 - 近鉄八尾駅前を運行していた時期もあり、二種類の急行系統も存在していた。
- 加美地区にゾーンバス制度が導入され支線9号系統となった頃は、加美 - 近鉄八尾駅前の運行であったが、後に平野駅前（現、JR平野駅）発着となった（加美営業所→長吉営業所に担当変更）。
- 支線9号系統の時代、入庫便で近鉄八尾駅前発久宝寺緑地前行きが存在した。
- かつては、大型車が使われていたこともあったが、現在は中型車運用で統一されている。
- 2013年の営業所廃止に伴い、東成営業所に移管された。

### 14号系統
運行区間
- 14：（往路）出戸バスターミナル → 地下鉄喜連瓜破 → 瓜破 → 高野（こうや）大橋／（復路）高野大橋 → 瓜破西 → 地下鉄喜連瓜破 → 出戸バスターミナル

概要
- 平野区内を走る路線で、経路は少々複雑である。なお、瓜破停留所付近はかなり狭い道を通る。また、前述の路線が複雑なことをふまえると、コミュニティバスのような路線となっている。
- 高野大橋を終点としているが、（最終便を除き）引き続き乗車可能なループ系統になっている。平日・土曜・休日とも約45分〜60分毎の運行である。
- また臨時系統として14A号系統＜地下鉄喜連瓜破 - 瓜破斎場前＞（開設時は支線4A号系統（地下鉄喜連瓜破 - 瓜破霊園）として）が2008年の春の彼岸までお盆、彼岸や年末の墓参りシーズンに運行されていた。

沿革
- 以前は支線4号系統として地下鉄平野 - 喜連北口 - 瓜破 - 高野大橋（循環）を、特8号系統として加美南二丁目 - 平野宮町二丁目 - 背戸口四丁目 - 平野区役所を運行する2路線が存在した。後にこの2路線を統合して新たな支線4号系統の運転を開始し、2002年1月27日の大阪市営バス改編時に支線4号系統から14号系統になり、加美南南口と平野区役所前を経由するように変更された。
- 2007年10月27日：一部運行ルートを変更。狭隘区間にある喜連と喜連北口の停留所が廃止になり、広い道路上の喜連東1丁目経由になる。
- 2012年4月1日の路線改訂により、出戸バスターミナル発着に変更。加美南2丁目は経由しなくなった。なお、加美南2丁目へは、前述の9号系統のルート変更で経由する事となった。
- 2013年の営業所廃止に伴い、住之江営業所に移管された。

### 19号系統
運行区間
- 19：北巽バスターミナル - 地下鉄南巽 - JR平野駅 - 平野東一丁目 - 加美東三丁目北

概要
- 2002年1月27日の大阪市営バス改編時に、それまでの支線臨9号系統（平野駅前 - 久宝寺六丁目）の運転区間を延長したのが18A号系統、支線18号系統は系統番号のみの変更で18B号系統となっていたが2008年3月30日のダイヤ改正で加美神明東住宅前（現・加美東三丁目北） - 西久宝寺・久宝寺口・久宝寺六丁目は廃止された。その際、前の18B号系統が18A号系統になった。
- 前の18A号系統は平日・土曜の昼間のみの運行となっていた。西久宝寺・久宝寺口・久宝寺六丁目の各停留所は八尾市内にあった。一部東大阪市内も通っていたが停留所はなかった。これらの区間は片方向のみのループ経路であるが、案内上は久宝寺六丁目を終点としていた（時間調整は久宝寺口）。久宝寺口はかつて市バスが廃止になったのちに復活した停留所でもある。西久宝寺停留所は、南北の両側を久宝寺緑地に挟まれた格好となっていた。
- 2002年1月27日の市バス再編時以前には、東成営業所が運用の大半を占めていた時期もあった。
- 現在では中型車専用路線となっているが、JR平野駅前付近が狭隘であるにもかかわらず、嘗ては大型車が運用されていたこともあった。嘗ての支線18号系統の時は、加美神明東住宅始発便の大型車が北巽バスターミナルまで行き、そこから幹線18号系統の運用に入って上六操車場の系統の運用に入った。逆に北巽バスターミナル発最終の加美神明東住宅前行きは幹線18号系統で上本町六丁目から北巽バスターミナルまで行き、そこから支線18号系統最終の運用に入った。
- 2012年4月1日の改正により、長らく空き番となっていた19号系統に変更となった。
- 2013年の営業所廃止に伴い、東成営業所に移管された。

ダイヤおよび停留所
概ね1時間に1本の運行。休日は朝から夕方までの運行。

### 23号系統
運行区間
- 23：出戸バスターミナル - 平野スポーツセンター - 地下鉄平野 - 平野区役所前 - 中野中学校前 - 杭全（南） - 大池橋 - 生野区役所 - 桃谷駅筋 - 鶴橋駅前 - 上本町六丁目

概要
- 大阪市天王寺区上本町六丁目と平野区の出戸バスターミナル（出戸駅）を結ぶ路線である。途中、生野区の中心部や東住吉区を経由する。なお、全区間を通しで乗るとおよそ45分ほどかかり、市バス路線の中では比較的運行距離の長い部類に入る。
- ゾーンバス制度に変更された時代は幹線23号系統として上本町六丁目 - 地下鉄平野を結ぶ路線で、この当時は主に東成営業所の担当であった。
- その後1994年3月に、それまでの幹線2号系統（あべの橋 - 出戸バスターミナル）が特5号系統（あべの橋 - 瓜破南・現在の5号系統の前身）になり、（一部の停留所で）出戸バスターミナル行きの代替として幹線23号系統が地下鉄平野 - 出戸バスターミナル間を延長した。この時に長吉営業所が主に担当する系統になった。2002年1月27日に23号系統に系統番号変更し、平日の朝数便が東成営業所の担当になる。
- 2010年3月28日のダイヤ改正で東成営業所が中心に担当する系統に戻され（管轄が上六操車場に移行）、長吉営業所担当便は大幅に減便された。このほか、僅かな本数だが、住吉営業所担当の便も存在する。住吉担当便は一時期中断があったものの、2010年3月より復活している。
- 2011年4月1日より、長吉営業所が主担当に再度変更され、東成営業所と住吉営業所の担当はごく僅かとなる。同時に、起点：出戸バスターミナル、終点：上本町六丁目に変更される。
- なお、沿線の御幸森天神宮で祭礼が行われる時は、鶴橋駅前 - 生野区役所前間を、大阪市道上新庄生野線（通称・疎開道路）を経由せず、玉造筋経由で運行する。
- 2012年4月1日の路線改訂により、平野スポーツセンター経由に変更。喜連東口を経由しなくなった。また、住吉営業所が担当から外れた（東成営業所は担当継続）。
- 2013年4月1日のダイヤ改正・運行経路変更で73号系統に集約された（運行経路が大阪市道上新庄生野線経由から玉造筋経由となり、なんばまで区間延長。担当は東成、鶴町）。

ダイヤ及び停留所
概ね40分間隔の運行である。大型車がメインで運用されるが、2010年以降は中型車が一部運用に加わるようになった。

### 40号系統
運行区間
- 40：出戸バスターミナル - 地下鉄喜連瓜破 - 湯里六 - 地下鉄長居 - 千躰（せんたい） - 住吉車庫前

概要
- 2012年4月1日の改正により、それまでの4A系統が、40号系統に系統番号が変更となった。詳細は4号系統を参照。
- 2012年時点では、40号系統は住吉営業所が主担当となっていた。
- 2013年4月の24号系統の路線再編に伴い、地下鉄長居 - 住吉車庫前は同系統と並走するようになった。
- 2013年の営業所廃止に伴い、住吉営業所に担当が一本化された。

## 運行していた路線（赤バス系統）
2013年3月31日廃止時点での路線一覧。古市営業所から移管した路線は、運行上の起終点の場所が営業所と大きく離れていた。このため回送距離が大幅に増えていたが、これは非効率であったことから、2011年4月1日の改正より一部路線を井高野営業所へと再度移管した。
2013年4月1日のダイヤ改正・運行経路変更により、一般路線バスに昇格となった長吉長原西 - 瓜破西（ただし昇格後は出戸バスターミナルで系統分割を実施した）と天王寺ループ以外の系統が廃止となった。

### 長柄東 - 大淀中 (201号系統)
- 豊崎東小学校前 - 天神橋六丁目 - 扇町 - 豊崎神社前 - 新梅田シティ - 大淀中二丁目
  - 2010年3月28日より、前日までで閉鎖となった古市営業所に代わって長吉営業所の担当となる。

### 京橋駅 - 毛馬 (202号系統)
- 京橋駅前 - 都島区役所前 - 地下鉄野江内代 - 御幸町一丁目 - 友渕町一丁目北 - 大東町

沿革
- 2002年1月27日に新設された。その後何度か都島中通二丁目付近の経路を変更している。京橋駅前側では利用者が多い。
- 2010年3月28日に、古市営業所廃止に伴い担当が長吉営業所となる。
- 2013年4月から廃止代替措置として都島区が京阪バス門真営業所に委託して2014年3月31日まで都島区バスを運行。2014年4月1日以降は57号系統が経路変更して毛馬・大東地域をカバーすることになった[1]。

### 生野北ループ
- 生野北ループ　桃谷駅前→大池橋→生野中央病院→巽北三丁目→北巽バスターミナル→小路東六丁目→地下鉄小路→生野中央病院→鶴橋二丁目→桃谷駅前

沿革
- 2007年10月27日：北巽バスターミナル、小路東六丁目経由に路線変更。

### 生野南ループ (215号系統)
- 生野南ループ　桃谷駅前→大池橋→巽中二丁目→地下鉄南巽→巽南五丁目→舎利寺→林寺一丁目→桃谷駅前

沿革
- 2007年10月27日：巽南五丁目経由に経路変更。

### 鶴見ループ (218号系統)
- 横堤バスターミナル→徳庵橋→JR放出駅→横堤バスターミナル
  - 2010年3月28日より、前日までで閉鎖となった古市営業所に代わって長吉営業所の担当となる。
  - 2013年4月1日から廃止代替措置として鶴見区がエムケイ観光バスに委託して地下鉄門真南と放出駅の間に「鶴見区福祉バス」を運行[2]。

### 東住吉北ループ (222号系統)
- 東住吉北ループ　地下鉄田辺→東住吉区役所前→針中野駅→中野中学校前→北田辺駅東→JR東部市場前駅→杭全→桑津公園→北田辺駅北→地下鉄田辺

沿革
- 2007年10月27日：東住吉警察署→鷹合一丁目間を東田辺三丁目経由に経路短縮、また中野中学校前→杭全八丁目間を中二丁目、北田辺駅東経由に路線変更。

### 東住吉南ループ
- 東住吉南ループ　駒川→中野中学校前→針中野駅→長居公園東口→瓜破西小学校→住道矢田→矢田行基大橋→矢田駅→鷹合二→針中野駅→東住吉区役所前→駒川

### 区役所 - 地下鉄南巽 (223号系統)
- 区役所 - 地下鉄南巽　平野区役所前→加美→加美北五丁目→地下鉄南巽→加美正覚寺→加美→流町中→西喜連第二住宅→平野区役所前
  - 平野区北部を運行する。2006年8月1日に西喜連第二住宅を経由するように路線変更し、運行間隔も23分間隔から28分間隔に変更。
  - 2013年4月からの廃止代替措置として平野区が区役所と加美地区を結ぶ福祉目的の予約制デマンド交通「ひらちゃん号」（事前登録制）を運行[3]。

### 長吉長原西 - 瓜破西
- 長吉長原西 - 瓜破東八丁目 - 長吉長原西三丁目 - 出戸バスターミナル - 瓜破東小学校 - 地下鉄喜連瓜破 - 瓜破西住宅
  - 平野区南部を運行する。
  - 2013年4月1日より一般バスとして運行する。運行系統は下記のとおりとなった（住之江担当）。ただし、系統分割はされたがほとんどの便は両系統を直通運転している。
    - 16号系統: 出戸バスターミナル - 長吉長原西三丁目 - 瓜破東八丁目
    - 66号系統: 出戸バスターミナル - 瓜破東小学校 - 地下鉄喜連瓜破 - 瓜破西住宅

  - 2014年4月1日より66号系統は廃止され、14号系統が一部区間をカバーすることになった。16号系統は継続運行中。

### 天王寺ループ
- 天王寺ループ あべの橋→南河堀町→寺田町→国分町→勝山三丁目→桃谷駅前→五条公園→大阪警察病院→天王寺区役所→上本町九丁目→上本町八丁目→石ヶ辻町南→石ヶ辻町→石ヶ辻町北→小橋町→鶴橋駅前→舟橋町→真田山→玉造→玉造本町→天王寺スポーツセンター→空清町→清水谷町→清水谷高校前→上本町1丁目→上本町四丁目→上本町六丁目→小橋町→鶴橋駅前→細工谷→桃谷駅前→五条公園→大阪警察病院→天王寺区役所→上本町九丁目→四天王寺東大門前→勝山住宅→大道二丁目→天王寺西門前→伶人町→四天王寺前夕陽丘→天王寺区民センター→生玉寺町→生國魂神社→谷町九丁目→下寺町→下寺町一丁目→下寺町二丁目→天王寺公園前→天王寺西門前→あべの橋
  - 2011年4月1日より、担当が住之江営業所から長吉営業所に変更となる。
  - 2013年4月1日より一般バス68号系統として運行となった（住之江担当）。
  - 2014年3月31日をもって廃止され、翌日より22号系統（東成車庫前 - 鶴橋駅前 - 諏訪神社前）と18号系統（北巽バスターミナル - 上本町六丁目）の運行区間変更（前者はあべの橋 - 天王寺区役所 - 鶴橋駅前 - 諏訪神社前に変更、後者は上本町六丁目 - 上本町一丁目間を延伸、清水谷町を経由）でカバーされることになった。

### 阿倍野ループ
- 阿倍野ループ あべの橋→阿さひ保育園→阿倍野区役所前→地下鉄昭和町→松虫→播磨町→阪南町七→地下鉄昭和町→阿倍野区役所前→高松公園→あべの橋
  - 2011年4月1日より、担当が住之江営業所から長吉営業所に変更となる。
  - 2013年4月から廃止代替措置として、阿倍野区が利用者登録制の福祉車両（10人乗りワンボックス車）を国際興業大阪に委託して2014年3月31日まで運行した[4]。

## 車両
2011年現在は、一般路線で使用される大型車・中型車、赤バス路線に使用される小型車が配置されている。一般路線用車両は2005年春まで大型車・中型車ともUDトラックス（旧:日産ディーゼル）製で統一されていた（西日本車体工業架装車も存在した。また極初期は日野自動車製の配置実績もある）が、大型車はいすゞ自動車製、UDトラックス製、日野自動車製、三菱ふそうバス製造製の国内4メーカーの車両が、中型車は日産ディーゼル工業製のCNGバスの車両のみが在籍している（そのうち、2002年度投入の4台は、大阪ガスラッピング広告バス）。赤バス路線用車両は全車オムニノーバ・テクノロジー社のマルチライダーである。
CNGバスも配属されており（中型は全部）、出戸バスターミナル内には天然ガス充填設備が設けられている。また、ハイブリッドノンステップバス（日野・ブルーリボンシティ）も配備されている。2009年2月までは、この車両は大阪市営バスの中で唯一であった。
近年、いすゞ・エルガやエルガミオ、及び日野・ブルーリボンIIやレインボーII（ジェイ・バス統合車種）の増備が進んでいるが、この営業所では、ごく短期の間のみエルガミオのCNGノンステップバスが配置されていたものの、ごく少数であり、エルガ及びブルーリボンIIに至っては皆無であった。しかし2011年にエルガが新製配置や他の営業所からの移籍され、全営業所でエルガが配置されることとなった。